# Polygordius villoti
Polygordius villoti är en ringmaskart som beskrevs av Perrier 1875. Polygordius villoti ingår i släktet Polygordius och familjen Polygordiidae. Arten har ej påträffats i Sverige. Inga underarter finns listade i Catalogue of Life.